# Alto Rio Novo
Alto Rio Novo är en kommun i Brasilien.   Den ligger i delstaten Espírito Santo, i den sydöstra delen av landet, 800 km öster om huvudstaden Brasília. Antalet invånare är 7 303.
Omgivningarna runt Alto Rio Novo är en mosaik av jordbruksmark och naturlig växtlighet. Runt Alto Rio Novo är det glesbefolkat, med 12 invånare per kvadratkilometer.